# Aleks
Aleksander Douglas de Faria, mais conhecido como Aleks ou Alex (Curitiba, 20 de fevereiro de 1991), é um futebolista brasileiro que atua como goleiro. Atualmente, está sem clube.

## Carreira
Começou sua carreira nas categorias de base do Grêmio no ano de 2008. No ano seguinte, foi contratado para o juniores do Avaí aonde obteve grande destaque e foi chamado para a Seleção Brasileira Sub-20.
Foi então que foi selecionado para a disputa do Campeonato Sul-Americano de Futebol Sub-20 de 2011, que foi realizado no Peru. Lá, o Brasil foi campeão e, de quebra, se classificou para o Mundial da categoria e para as Olimpíadas. Aleks foi titular no jogo que marcou o encerramento da primeira fase, quando o Brasil derrotou o Equador por 1 a 0. Antes disso, no ano anterior, Aleks já havia sido campeão da Copa Sendai com a mesma seleção de base. Na oportunidade, ele foi titular nas 3 partidas que o Brasil disputou na competição.
Em março de 2011 em meio a especulações de outros clubes, Aleks renova seu vínculo com o Avaí até março de 2013. Ainda no mesmo ano, chega a grande oportunidade de Aleks. Após a negociação do então titular e também revelação Avaiana Renan, Aleks se torna titular do time. Com sua saída para a seleção Sub-20 para a disputa do Mundial, Aleks acabou perdendo a vaga de titular para o companheiro de elenco Felipe.
Aleks iniciou a temporada de 2013 como o principal goleiro do Avaí mas, após quatro jogos como titular e não tendo boas atuações, o clube trouxe de volta Diego e Aleks perdeu a vaga. Sem novas chances no time, Aleks acabou emprestado ao CRAC.
Fez sua estreia no Campeonato Goiano no dia 17 de março de 2013, na vitória sobre o Atlético Goianiense por 2 a 1 no Estádio Genervino da Fonseca, pela 11ª rodada da primeira fase. Pela Copa do Brasil, Aleks estreiou muito bem quando o CRAC venceu o Náutico, em casa pelo jogo de ida, por 3 a 1. Após finalizada as competições do time goiano e o rebaixamento à Série D de 2014, Aleks retornou ao Avaí.
Em janeiro de 2015, foi emprestado ao Nacional-PR. Em 31 de dezembro de 2015 o termino do seu contrato com o Avaí e Aleks seguiu para o Mirassol.
O União Frederiquense contratou o goleiro para a Divisão de Acesso 2020.

## Títulos
Grêmio (Base)
- Taça Belo Horizonte de Futebol Júnior: 2008
- Campeonato Brasileiro - Sub-20: 2008, 2009

 Avaí
- Campeonato Catarinense: 2010, 2012

 Seleção Brasileira
- Copa Sendai: 2010
- Sul-Americano Sub-20: 2011
- Mundial Sub-20: 2011[7]

## Estatísticas
Última atualização: 13 de abril de 2014.
| Clube | Temporada | Brasileiro | Brasileiro | Copa do Brasil | Copa do Brasil | Série C  | Série C | Estadual | Estadual | Total    | Total |
| Clube | Temporada | Partidas   | Gols       | Partidas       | Gols           | Partidas | Gols    | Partidas | Gols     | Partidas | Gols  |
| ----- | --------- | ---------- | ---------- | -------------- | -------------- | -------- | ------- | -------- | -------- | -------- | ----- |
| Avaí  | 2011      | 5          | 0          | 0              | 0              | —        | —       | 0        | 0        | 5        | 0     |
| Avaí  | 2012      | 0          | 0          | 0              | 0              | —        | —       | 2        | 0        | 2        | 0     |
| Avaí  | 2013      | 0          | 0          | 0              | 0              | —        | —       | 4        | 0        | 4        | 0     |
| Avaí  | 2014      | 0          | 0          | 0              | 0              | —        | —       | 1        | 0        | 1        | 0     |
| Avaí  | Total     | 5          | 0          | 0              | 0              | —        | —       | 7        | 0        | 12       | 0     |
| CRAC  | 2013      | 0          | 0          | 6              | 0              | 17       | 0       | 8        | 0        | 31       | 0     |
| CRAC  | Total     | 0          | 0          | 6              | 0              | 17       | 0       | 8        | 0        | 31       | 0     |
| TOTAL | TOTAL     | 5          | 0          | 6              | 0              | 17       | 0       | 15       | 0        | 43       | 0     |